# CHRONICLE 4
『CHRONICLE 4』（クロニクル フォー）は、日本のロックバンド、L'Arc〜en〜Cielのミュージック・クリップ集。2009年2月25日発売。発売元はKi/oon Records。

## 解説
2007年に発表した『CHRONICLE 3』に続く、『CHRONICLE』シリーズ第5弾となるミュージック・クリップ集。
2007年に発売した30thシングル「SEVENTH HEAVEN」から、2008年に発売した35thシングル「NEXUS 4/SHINE」までのシングル表題曲7曲のミュージック・ビデオとCM映像、そしてクリップメイキング映像が収録されている。なお、2007年11月に発表した11枚目のアルバム『KISS』のリリースプロモーションのCM映像は、本作に収録されていない。
本作には、『CHRONICLE』シリーズの定番となっている「各ミュージック・ビデオの間に挟んだオリジナルムービー」が収められている。今回の曲間映像のコンセプトは【伝統工芸の匠（職人）を紹介するドキュメンタリー番組】となっている。このムービーに出演する匠は、全て当時現役で活動していた日本の職人であり、本作に収録された楽曲のタイトルと関連させながら、自らの工芸品を製作する番組内容になっている。出演している職人は、大漁旗を手掛ける染物職人の三冨實仁・由貴、銭湯画を手掛ける銭湯絵師の丸山清人、ミクロ工芸作家の石井岳城、仕掛花火師の柳高利、寿司職人の川澄健、提灯職人の五十嵐肇、江戸凧絵師の志村康夫の計7名である。なお、この曲間映像のクリエイティヴ・ディレクションは箭内道彦（風とロック）、ディレクション及びプランニングは稗田倫広（ロックンロール食堂）が担当している。
フィジカルは通常盤（DVD）の1形態でリリースされている。また、初回限定仕様は2面デジパックケースとなっている。

## 収録曲
1. SEVENTH HEAVEN
ディレクター: 中村剛
2. MY HEART DRAWS A DREAM
ディレクター: 松岡公一
3. DAYBREAK'S BELL
ディレクター: A.T.
4. Hurry Xmas
ディレクター: 芳賀薫
5. DRINK IT DOWN
ディレクター: ムラカミタツヤ
6. NEXUS 4
ディレクター: 高田弘隆
7. SHINE
ディレクター: マンジョット・ベディ

＜Extra＞
- TV Spot（「SEVENTH HEAVEN」〜「NEXUS 4/SHINE」）
- Making of Music Clip

## クレジット
フィジカルに付属するブックレットより転載。日本語表記が確認出来ない部分に関しては原文ママとする。
- hyde：Vocal
- ken：Guitar
- tetsu：Bass
- yukihiro：Drum

| [Music Clips Staff] SEVENTH HEAVEN - Director: 中村剛（Caviar Limited） - Producer: 倉本孝雄（SASSO Films, Inc.） - Styling: 高見佳明 - Hair and Make up: 荒木尚子（Octbre.） MY HEART DRAWS A DREAM - Director: 松岡公一（DENTSU Inc.） - Producer: Shinya Kishiro（ROBOT） - Styling: 高見佳明 - Hair and Make up: 荒木尚子（Octbre.） DAYBREAK'S BELL - Director: A.T.（Hinx Minx） - Producer: Tomoo Ichimura（AIR NOTES） - Styling: 高見佳明 - Hair and Make up: 荒木尚子（Octbre.） Hurry Xmas - Director: 芳賀薫（THE DIRECTORS GUILD） - Producer: 倉本孝雄（SASSO Films, Inc.） - Styling: 高見佳明 - Hair and Make up: 荒木尚子（Octbre.） DRINK IT DOWN - Director: ムラカミタツヤ - Producer: Masaki Shinozuka（TONGFARR） - Styling: 高見佳明 - Hair and Make up: 荒木尚子（Octbre.） NEXUS 4 - Director: 高田弘隆（HIROTAKA TAKADA OFFICE） - Producer: Masaki Shinozuka（TONGFARR） - Styling: 高見佳明 - Hair and Make up: 荒木尚子（Octbre.） SHINE - Director: マンジョット・ベディ（1st Avenue） - Producer: Ken-ichi Yasuoka（1st Avenue） - Styling: 高見佳明 - Hair and Make up: 荒木尚子（Octbre.） [TV Special Staff] - Creative Direction: 箭内道彦（KAZETOROCK） - Plannning: 稗田倫広（ROCK'N ROLL SHOCK! DO!）, Yasushi Kanada（KAZETORANDY） - Director: 稗田倫広（ROCK'N ROLL SHOCK! DO!）, Naohiro Asano - Producer: Misao Maejima（MOTHERS） - Production Manager: Eriko Noda（MOTHERS） - Cameraman: Katsuhiko Suzuki - Video Engineer: Takanori Miyahara（MITOMO） - Editor (off line): Eiji Matsumoto - Editor (on line): Satoshi Igarashi（BOOK） - Sound Disign: Kouzou Hosomi（D3 PROJECT） - Sound Mixer: Masato Hara（BOOK） - Narrator: 小林研二 | [匠] - 染物職人: 三冨實仁・由貴（大漁旗） - 銭湯絵師: 丸山清人（銭湯画） - ミクロ工芸作家: 石井岳城（極小文字） - 仕掛花火師: 柳高利（仕掛花火） - 寿司職人: 川澄健（飾り寿司） - 提灯職人: 五十嵐肇（提灯） - 江戸凧絵師: 志村康夫（江戸凧） [Making Of Music Clips] - Production: FITZ ROY - Line Producer: Motoyuki Matsukawa（FITZ ROY） - Director: Kenichi Aimiya（FITZ ROY）, Nobuyuki Akani（MAVERICK） - Cameraman: 大石征裕, Managers - Editor: Yoshikazu Hongo（L'espace Vision） - MA Engineer: Masato Hara（BOOK） - Art Direction: Hiroshi Maeda（Bones Graphics） - Designers: Hiroshi Maeda（Bones Graphics）, Yuriko Akatsuka（Bones Graphics） - Photographer: Hideaki Imamoto - Styling: 高見佳明 - Hair and Make up: 荒木尚子（Octbre.） - Model: Thomas Walker - Object: Kaoru Tomita（HandSome Works） - Art Work Coordination: Atsuya Iwasaki（Ki/oon Records） - Artist Management: MAVERICK - Producer: 大石征裕（MAVERICK DC GROUP） - Management Staff: Nobuyuki Akani, Nagisa Ohno, Misa Hanada, Koji Nishimura, Kiyoshi Fukushima（VAMPSROSE）, Atsushi Fujiwara（VAMPSROSE）, Michiyo Kobayashi, Takuya Kondo, Maki Saguchi - Legal Representation: Takuya Yamazaki（Field-R） - A&R: Yuri Furukawa（Ki/oon Records）, Atsuya Iwasaki（Ki/oon Records） - Ki/oon Records Staff: Soh Fukuda - Executive Producers: 大石征裕（MAVERICK DC GROUP）, 中山道彦（Ki/oon Records） |